# Illumination garantie
Pour plus de détails, voir Fiche technique et Distribution.
Illumination garantie (titre original : Erleuchtung garantiert) est un film allemand réalisé par Doris Dörrie, sorti en 1999 et tourné en allemand.

## Synopsis
Gustav, conseiller Feng Shui et nouvellement bouddhiste, se prépare depuis longue date pour se rendre au Japon dans un monastère zen. Son frère, Uwe qui vient d'être laissé par femme et enfants le supplie de l'emmener avec lui. Le premier soir les deux frères se perdent dans Tokyo, ils sont désorientés et à court d'argent. Ils seront alors voués à une quête spirituelle où se mariera le concept de tout laisser derrière. Le dénouement prendra tout son sens lorsqu'ils vivront enfin l'expérience intense de la vie monastique.

## Fiche technique
- Réalisation : Doris Dörrie
- Scénario : Doris Dörrie et Ruth Stadler
- Photo : Hans Karl Hu
- Montage : Inez Regner, Arne Sinnwell
- Producteur : Frank X. Gernstl
- Distribution : Alliance Atlantis Vivafilm
- Langue : Allemand
- Dates de sortie : 
  -  Allemagne : octobre 1999 (Festival international du film de Hof)
  -  Allemagne : 20 janvier 2000

## Distribution
- Heiner Lauterbach : Heiner
- Anica Dobra : Anica
- Gustav-Peter Wöhler : Gustav
- Ulrike Kriener : Ulrike
- Uwe Ochsenknecht : Uwe
- Petra Zieser : Petra
- Wilson Gonzalez Ochsenknecht : Wilson
- Jimi Blue Ochsenknecht : Jimi